# Synodontis nigromaculatus
Synodontis nigromaculatus е вид лъчеперка от семейство Mochokidae. Видът не е застрашен от изчезване.

## Разпространение
Разпространен е в Ангола, Ботсвана, Бурунди, Демократична република Конго, Замбия, Зимбабве, Намибия и Танзания.

## Описание
На дължина достигат до 23,7 cm.